# Detroit City
Detroit City är en countrylåt skriven av Mel Tillis och Danny Dill, först inspelad av Billy Grammer under titeln "I Wanna Go Home" 1963. Låten blev än mer framgångsrik i inspelningar av Bobby Bare 1963 och Tom Jones 1967. Låten handlar om en arbetarman från amerikanska södern som inte känner sig hemma i norra USA och längtar hem.
Bobby Bares version nådde plats 16 på Billboardlistan i augusti 1963 och blev senare mycket populär i Skandinavien årsskiftet 1963-1964. Den nådde däremot inte listplacering i Storbritannien. Bares version tilldelades en Grammy i kategorin "Best Country & Western Recording".
Tom Jones version från 1967 var den första versionen som blev en hit i Storbritannien där den nådde plats 8 på singellistan.
Låten har också spelats in av många andra artister så som Jan & Dean, Arthur Alexander, Jerry Lee Lewis, Charley Pride, Solomon Burke och Dolly Parton.

## Listplaceringar, Bobby Bare
| Lista (1963-1964) | Position               |
| ----------------- | ---------------------- |
| Danmark           | 7 (DR "Top 20")        |
| Finland           | 26                     |
| Norge             | 1 (VG-lista)           |
| Sverige           | 1 (Kvällstoppen)       |
| Sverige           | 1 (Tio i topp)         |
| USA               | 16 (Billboard Hot 100) |
| Västtyskland      | 40                     |